# Welcome to the Pleasuredome (låt)
"Welcome to the Pleasuredome" är den fjärde singeln] av den brittiska gruppen Frankie Goes to Hollywood. Singeln släpptes den 18 mars 1985 och återfinns på albumet Welcome to the Pleasuredome.
Welcome to the Pleasuredome nådde englandslistans andraplats, slagen av Phil Collins & Philip Baileys "Easy Lover". I Sverige nådde singeln upp till plats 16 på singellistan.
Låttiteln Welcome to the Pleasuredome är inspirerad av Samuel Taylor Coleridges "Kubla Khan" från 1797: "In Xanadu did Kubla Khan A stately pleasure dome decree".

## Låtlista
Sida A
1. Welcome to the Pleasuredome (Altered Real) – 4:22

Sida B
1. Get It On (Marc Bolan) – 3:29
2. Happy Hi! – 3:49